# Gaël Duhayindavyi
Gaël Duhayindavyi là một cầu thủ bóng đá người Burundi, thi đấu ở vị trí tiền vệ cho LLB Académic FC ở Burundi Football League.

## Sự nghiệp quốc tế
Anh được triệu tập bởi Lofty Naseem, huấn luyện viên đội tuyển quốc gia, để đại diện Burundi ở Giải vô địch bóng đá châu Phi 2014 tổ chức ở Nam Phi.

### Bàn thắng quốc tế
Tỉ số và kết quả liệt kê bàn thắng của Burundi trước.
| #  | Ngày                | Địa điểm                                                  | Đối thủ   | Tỉ số | Kết quả | Giải đấu           |
| -- | ------------------- | --------------------------------------------------------- | --------- | ----- | ------- | ------------------ |
| 1. | 11 tháng 3 năm 2017 | Sân vận động Hoàng tử Louis Rwagasore, Bujumbura, Burundi | Djibouti  | 5–0   | 7–0     | Giao hữu           |
| 2. | 10 tháng 6 năm 2017 | Sân vận động Hoàng tử Louis Rwagasore, Bujumbura, Burundi | Nam Sudan | 2–0   | 3–0     | Vòng loại CAN 2019 |